# 滩溪镇
滩溪镇，是中华人民共和国江西省九江市永修县下辖的一个乡镇级行政单位。

## 行政区划
滩溪镇下辖以下地区：
滩溪街社区、滩溪村、东山村、沙垅村、甘棠村、富村、胡家村、麻籍村、三房村、阳门村、下湾村、花桥村、安城村和合田林场生活区。